# 70-es busz (Szeged)
A szegedi 70-es jelzésű autóbusz a Mars tér (Szent Rókus tér) és Újszeged, Füvészkert között közlekedik. A járat munkanapokon csúcsidőben és hétvégén 19 óráig félóránként, a többi időszakban óránként közlekedik. A vonalat a Volánbusz Zrt. üzemelteti.

## Története
2012. április 10-étől a járat útvonalát lerövidítették, a Füvészkert felől az Újszeged, Gyermekkórházig közlekedett szombatonként és vasárnapokon. 2012. november 1-jétől az útvonalát visszaállították.

## Útvonala
| Újszeged, Füvészkert felé | Mars tér (Szent Rókus tér) felé |
| --- | --- |
| Mars tér (Szent Rókus tér) vá. – Bartók tér – Széchenyi tér – Belvárosi híd – Vedres utca – Alsó kikötő sor – Lövölde út – Újszeged, Füvészkert vá. | Újszeged, Füvészkert vá. – Lövölde út – Alsó kikötő sor – Vedres utca – Belvárosi híd – Széchenyi tér – Bartók tér – Mars tér (Szent Rókus tér) vá. |

## Megállóhelyei
| 0  | Mars tér (Szent Rókus tér) végállomás                   | 11 | 1, 2 5, 6, 9, 19 7F, 21, 60, 60Y, 64, 67, 67Y, 71, 71A, 72, 72A, 73, 73Y, 74, 75, 76, 76Y, 77, 77A, 77Y, 78, 78A, 79H Helyközi buszok 600, 1374, 1375, 1441, 1486, 1503, 1504, 1506, 1507, 1510, 1512, 1513, 1515, 1516, 1517, 1518, 1652 |
| 1  | Mars tér (autóbusz-állomás) (↓) Mars tér (üzletsor) (↑) | 10 | 1, 2 5, 6, 9, 19 7F, 21, 60, 60Y, 64, 67, 67Y, 71, 71A, 72, 72A, 73, 73Y, 74, 75, 76, 76Y, 77, 77A, 77Y, 78, 78A, 79H Helyközi buszok 600, 1374, 1375, 1441, 1486, 1503, 1504, 1506, 1507, 1510, 1512, 1513, 1515, 1516, 1517, 1518, 1652 |
| 2  | Bartók tér                                              | ∫  | 5, 6, 9, 19 60, 60Y, 67, 67Y, 71, 71A, 72, 72A, 74, 76, 76Y |
| ∫  | Centrum Áruház (Mikszáth utca)                          | 9  | 3, 3F, 4 5, 6, 8, 9, 10, 19 20, 24, 60, 60Y, 67, 67Y, 71, 71A, 72, 72A, 74, 76, 76Y |
| 4  | Széchenyi tér (Kelemen utca)                            | 8  | 1, 2 5, 6, 9, 19 32, 60, 60Y, 67, 67Y, 71, 71A, 72, 72A |
| 7  | Torontál tér (P+R)                                      | 6  | 5, 7 60, 60Y, 67, 67Y, 72, 72A |
| 8  | Újszeged, Gabonakutató                                  | 4  | 84, 90 Helyközi buszok |
| 10 | Alsó kikötő sor                                         | 3  | |
| 11 | Hatházak                                                | 2  | |
| 12 | Akácfa utca                                             | 1  | |
| 13 | Újszeged, Füvészkert végállomás                         | 0  | |